# Dibiyapur
Dibiyapur (hindi दिबियापुर) – miasto w północnych Indiach w stanie Uttar Pradesh, na Nizinie Hindustańskiej.
Populacja miasta w 2001 roku wynosiła 20 602 mieszkańców.